# Bâsca Rozilei, Buzău
Bâsca Rozilei este un sat ce aparține orașului Nehoiu din județul Buzău, Muntenia, România.